# Banshee Chapter
Banshee Chapter (uneori denumit The Banshee Chapter) este un film de groază american din 2013 și debutul regizoral al lui Blair Erickson. Filmul a avut prima proiecție la Fantasy Filmfest la 22 august 2013 și a fost lansat ca video la cerere la 12 decembrie 2013. În rolul principal interpretează Katia Winter ca Anne Roland, o jurnalistă care încearcă să descopere ce s-a întâmplat cu un prieten dispărut. Filmul este vag bazat pe povestirea lui H. P. Lovecraft „From Beyond”.

## Prezentare
James Hirsch, un tânăr student, investighează experimentul guvernamental MKUltra. Cu un prieten care îl filmează, James ia medicamentul folosit în experimente, dimetiltriptamina-19 (DMT-19) îmbunătățită. Muzică și voci bizare sunt recepționate de un radio din apropiere. O siluetă întunecată apare și îl lasă pe James cu ochi complet negri și cu fața desfigurată.
Anne, o reporteriță care a fost colegă de facultate cu James, este îngrijorată de dispariția sa. Prietenul lui James a dispărut și el în mod misterios la câteva zile după ce a fost audiat de poliție. Anne cercetează casa lui James și descoperă o casetă Betamax care conține imagini ale experimentelor MKUltra, precum și o carte cu notițe despre proiect. Anne se duce la un expert local și descoperă că emisiunea radio bizară auzită de James este un post de radio fantomă care poate fi recepționat doar în deșert, la o anumită oră din noapte. Anne pleacă în deșert după lăsarea întunericului și recepționează emisiunea, dar fuge când o siluetă monstruoasă apare din întuneric.
Anne descoperă că mențiunea „Prietenii din Colorado” din notițele lui James este legată de scriitorul de contracultură Thomas Blackburn, care este cunoscut pentru consumul de droguri și comportamentul său imprevizibil. Ea îl contactează prin telefon și este respinsă cu furie când menționează Proiectul MKUltra. Anne se duce la casa lui Blackburn și minte pentru a-i câștiga încrederea. Thomas prin vicleșug o păcălește să ia DMT-19 pe care l-a preparat prietena lui, Callie. Anne este supărată de acest lucru, iar Callie începe să manifeste aceleași comportament și desfigurare ca și James. Anne aude muzica bizară de la stația radio fantomă, merge să investigheze și este atacată de o entitate ciudată. Anne și Thomas se trezesc și descoperă dispariția lui Callie. Se îndreaptă spre casa acesteia pentru a afla mai multe despre DMT-19. Anne este aproape capturată de Callie, care este acum controlată de entitate. Ea și Thomas își dau seama că DMT-19 funcționează ca o „antenă radio” care permite entităților din altă lume să transmită semnale către oamenii care utilizează droguri, precum și să preia corpurile lor. Guvernul a primit instrucțiuni de la entitățile de pe altă lume și a făcut drogul DMT-19 fără să-și dea seama de implicația totală a acțiunilor lor. Pe lângă compusul chimic de bază, oamenii de știință adăugau material recoltat din glanda pineală a unui cadavru feminin, numit „Sursa primară”, care a revenit la viață în timpul unui experiment și l-a atacat pe unul dintre medici.
Anne își dă seama că semnalul provine de la laboratorul care a efectuat experimentele Proiectului MKUltra. Thomas dezvăluie că a mințit că i-a dat DMT-19. Dându-și seama că entitatea o va urmări indiferent de acest lucru, Anne decide să oprească transmisia. Ea și Thomas călătoresc prin deșert și descoperă laboratorul într-un adăpost nuclear abandonat. Anne ia o canistră de benzină pentru a arde orice găsesc. Înăuntru, descoperă o cameră plină de echipamente radio și un rezervor mare. O figură palidă, cu ochi negri, se află într-un mic hublo construit în lateral („Sursa primară”). Echipamentul radio prinde viață și transmite stația numerelor.
Anne caută canistra de benzină, evitând o figură grotescă care o urmărește. Thomas începe să sângereze la ochi și să aibă convulsii. Cerându-și scuze lui Anne, se împușcă în cap. Într-o frenezie, Anne sparge hubloul rezervorului, toarnă benzina înăuntru și aruncă o brichetă luată de la Thomas. Explozia o lasă pe Anne inconștientă. Când își revine, ea găsește hainele purtate de James înainte de dispariția lui pe hol, sugerând că aceea creatură care o urmărea îl „purta” pe James.
Anne este luată în custodia poliției și una dintre colegele ei o vizitează. Cele două discută despre caseta pe care a descoperit-o Anne. O parte a casetei a fost ștearsă, dar a fost recuperată de o echipă criminalistică de experți. Anne nu poate înțelege de ce prietenul lui James a dispărut, deoarece nu a luat niciodată drogul. Ea aude transmisia fantomă emisă de interfon și își dă seama că efectele drogului pot fi transmise prin atingere umană, deoarece și ea a văzut creaturile dar nu a luat niciodată drogul. Se întoarce și descoperă pe colega ei de muncă (a cărei mână a atins-o cu câteva clipe înainte) a fost preluată de entități. Imaginile recuperate de pe bandă dezvăluie că Thomas Blackburn, când era tânăr student, a fost subiect de testare în Proiectul MKUltra.

## Distribuție
- Ted Levine – Thomas Blackburn
- Katia Winter – Anne Roland
- Michael McMillian – James Hirsch
- Monique Candelaria – pacientul 14
- Chad Brummett – Dr. Kessle
- Jenny Gabrielle – Callie
- J.D. Garfield – medic în vârstă
- Alex Gianopoulos – Renny Seegan
- David Midthunder – Raoul
- Vivian Nesbitt – Olivia Kmiec
- Ben Samuels –  editor științific
- Cyd Schulte – Laura Henrik
- William Sterchi – Henry Cale

## Producție
În timpul creării filmului Banshee Chapter, scriitorul/regizorul Blair Erickson s-a inspirat din povestirea lui H.P. Lovecraft „From Beyond”, precum și din istoria experimentelor cu droguri halucinogene efectuate de Guvernul Statelor Unite. Ted Levine a fost unul dintre primii distribuitori ai filmului, dar a fost mai dificilă alegerea rolului principal al Annei și Erickson a spus că a audiat „câteva sute” de femei înainte de a se hotărî asupra actriței Katia Winter. De asemenea, Erickson a avut dificultăți cu bugetul limitat al filmului și cronologia filmărilor, deoarece aveau doar 28 de zile pentru a filma Banshee Chapter.  Prin urmare, unele personaje au fost eliminate de la începutul scenariului pentru a se potrivi cu programul limitat de filmări. 

## Recepție
Recepția critică a filmului Banshee Chapter a fost în mare parte pozitivă, iar filmul are un rating de 77% pe Rotten Tomatoes, pe baza a 22 de recenzii. Laudele comune s-au centrat în jurul interpretărilor lui Winter și Levine, atât Screen Daily, cât și Fearnet marcând interpretările ca un punct culminant. 